# Nazionale maschile di calcio del Ciad
La nazionale di calcio del Ciad è la rappresentativa nazionale calcistica del Ciad ed era posta sotto l'egida della Fédération Tchadienne de Football.
Non ha mai preso parte alla fase finale del mondiale di calcio né alla fase finale della Coppa d'Africa. In passato il Ciad ha prodotto discreti giocatori capaci di meritatarsi un ingaggio da parte di alcuni club francesi di prima fascia, i più celebri dei quali sono stati Japhet N'Doram e Nabatingue Toko.
Nella graduatoria FIFA in vigore da agosto 1993 il miglior posizionamento raggiunto dal Ciad è il 112º posto del marzo 2012, mentre il peggiore è il 190º posto del giugno 1997; occupa il 179º posto della graduatoria.

## Storia
La federazione calcistica del Ciad (FTFA) fu fondata nel 1962 e si affiliò alla FIFA e alla CAF nel 1988.
La nazionale del Ciad giocò un ruolo marginale nel calcio mondiale sino agli anni '90 del XX secolo, dato che non partecipò mai alle qualificazioni per il campionato del mondo e per la Coppa d'Africa sino agli inizi di quel decennio. Dal 1962 al 1992 la squadra disputò solo partite amichevoli e competizioni minori, sfidando sovente altre nazionali africane.
La nazionale ciadiana esordì nel 1963 al Torneo dell'Amicizia che si tenne in Senegal, patendo una sconfitta per 2-1 contro la Liberia. Poco dopo subì una sconfitta per 6-2 contro l'Dahomey.
Nel 1976 ottenne una vittoria per 5-0 contro São Tomé e Príncipe. Negli anni '70 militavano nella nazionale calciatori come Nabatingue Toko, che dalla metà di quel decennio alla metà degli anni '80 vestì la maglia di vari club francesi.
Negli anni a venire militò nella nazionale ciadiana l'attaccante Japhet N'Doram, che dal 1991 al 1997 vestì per 137 volte la maglia del club francese del Nantes, realizzando 73 gol. Il giocatore concluse la propria carriera nel 1998 nelle file del Monaco.
Il Ciad partecipò per la prima volta alle eliminatorie della Coppa d'Africa per l'edizione del 2000, quando, sotto la guida di Marcel Mao, fu eliminata al primo turno dalla Liberia (0-1 in casa e 0-0 in trasferta).
Nel 2003, sotto la guida di Yann Djim, affrontò l'Angola nelle qualificazioni della Coppa d'Africa 2004. Dopo aver vinto la partita di andata per 3-1 in casa, con tripletta di Francis Oumar Belonga, perse per 2-0 al ritorno e fu eliminato per la regola dei gol fuori casa.
Nelle qualificazioni al mondiale di Sudafrica 2010 affrontò in un girone Mali, Sudan e Rep. del Congo. Concluse all'ultimo posto con sei punti, dopo due vittorie e quattro sconfitte in sei partite.
Al primo turno delle qualificazioni CAF al campionato del mondo 2014 incontrò la Tanzania. La partita di andata arrise alla Tanzania, vittoriosa per 1-2 a N'Djamena. I ciadiani riuscirono a vincere per 0-1 a Dar es Salaam (gol segnato da Mahamat Ahmat Labo dopo tre minuti di gioco), ma a superare il turno furono i tanzaniani per la regola dei gol fuori casa.
La squadra non riuscì poi a qualificarsi per la fase finale della Coppa d'Africa 2013. Pur avendo vinto per 3-2 all'andata contro il Malawi, il Ciad perse per 2−0 a Blantyre e a superare il turno furono gli avversari.
Nelle eliminatorie della Coppa d'Africa 2015 trovò ancora il Malawi. Persa per 2-0 la partita di andata in trasferta allo Stadio Kamuzu di Blantyre, vinse per 3-1 in casa allo Stadio Idriss Mahamat Ouya di N'Djamena, uscendo nuovamente per la regola dei gol fuori casa. A segnare il gol decisivo per i malawiani fu l'attaccante Robin Ngalande, subentrato dalla panchina.
Il nuovo CT Les Sao conobbe un difficile avvio della campagna di qualificazione alla Coppa d'Africa 2015, perdendo per 2-0 contro la Nigeria e per 1-5 in casa contro l'Egitto.
Il subentrato Moudou Kouta, che assunse l'incarico dapprima ad interim e poi in pianta stabile, condusse poi il Ciad ad un'inaspettata vittoria interna contro la Sierra Leone (1-0) al primo turno delle qualificazioni al campionato del mondo 2018. Pur sconfitta (2-1) in Sierra Leone, la compagine ciadiana avanzò al secondo turno per la regola dei gol fuori casa.
Nelle qualificazioni al Campionato delle Nazioni Africane 2016, nell'ottobre 2015, fu sconfitto per 0-2 in casa dal Gabon, poi vinse per 0-1 in Gabon, ma fu eliminato.
Il 27 marzo 2016 la squadra si ritirò, per ragioni economiche, dalle qualificazioni alla 2017 dopo aver disputato tre partite del girone con Egitto, Nigeria e Tanzania. La CAF e la FIFA punirono la federcalcio ciadiana con la squalifica della nazionale dalle eliminatorie del campionato del mondo 2018 e Coppa d'Africa 2019. La nazionale è rimasta inattiva per circa tre anni , ritornando a disputare le
qualificazioni per la Coppa d'Africa 2021 e del campionato del mondo 2022.

## Commissari tecnici
- Vasily Sokolov (1968-1970)
- Viktor Sokolov (1967-1968, 1970-1971)
- Anzor Kavazashvili (1976-1977)
- Moussaro Gongolo (1998)[4]
- Yann Djim Ngarlendana (1998)[5]
- Douba Djibrine (1999)[6]
- Marcel Mao (2000)
- Jean Paul Akono (2002-2003)
- Yann Djim Ngarlendana (2003)
- Yann Djim Ngarlendana (2005,[7] 2006[8])
- Moudou Kouta (2006)
- Natoltiga Okalah (2006 - 2007[9])
- Mahamat Adoum (2007)[10]
- Natoltiga Okalah (2008)
- Sherif El-Khashab (2009-2011)
- Moudou Kouta (settembre 2011 - dicembre 2013)[11]
- Emmanuel Trégoat (marzo 2014 - ottobre 2015)[12]
- Rigobert Song (ottobre 2015 - novembre 2015)
- Moudou Kouta (novembre 2015 - agosto 2019)
- Emmanuel Trégoat (settembre 2019 - ottobre 2020)
- Amane Adoum Tounia (ottobre 2020)
- Djimtan Yatamadji (ottobre 2020 - febbraio 2022)
- Mahamat Allamine Abakar (febbraio 2022-in carica)

## Rosa attuale
Lista dei giocatori convocati per la doppia sfida di qualificazione alla Coppa d'Africa 2021 contro la Guinea dell'11 e 15 novembre 2020.
Presenze e reti aggiornate all'ottobre 2020
| 13 | P | Mathieu Adoassou               | 11 novembre 1993  | 7  | 0 | Renaissance           |  |  |
| 1  | P | Gabin Allambatnan              | 19 febbraio 2000  | 2  | 0 | Foullah Edifice       |  |  |
| 22 | P | Costantin Ahmad Ahmed Nguemà   | 31 ottobre 1994   | 0  | 0 | Indeni                |  |  |
|    |   |                                |                   |    |   |                       |  |  |
| 14 | D | Constant Madtoingué            | 23 settembre 1987 | 16 | 0 | Coton Chad            |  |  |
| 3  | D | Morgan Betorangal              | 25 agosto 1988    | 13 | 0 | Houilles              |  |  |
| 5  | D | Bechir Seid Djimet             | 10 gennaio 1994   | 7  | 1 | Elect Sport N'Djamena |  |  |
|    | D | Collyns Ambassa                | 9 ottobre 1995    | 7  | 0 | Cormontreuil          |  |  |
| 8  | D | Ahmat Abderamane               | 1º gennaio 1993   | 4  | 0 | Renaissance           |  |  |
| 23 | D | Abdelaziz Issa Seini           | 2 gennaio 1995    | 3  | 0 | Renaissance           |  |  |
| 19 | D | Aubin Mbaïgolmem               | 22 ottobre 1994   | 1  | 0 | Foullah Edifice       |  |  |
|    |   |                                |                   |    |   |                       |  |  |
| 17 | C | Mahamat Ahmat Labbo            | 21 luglio 1988    | 13 | 4 | Cholet                |  |  |
| 20 | C | Bakhit Djibrine                | 17 aprile 1995    | 8  | 0 | Foullah Edifice       |  |  |
| 6  | C | Éric Mbangossoum               | 26 maggio 2000    | 7  | 0 | Tourougui             |  |  |
|    | C | Brahim Ngaroudal               | 23 dicembre 1994  | 6  | 0 | Elect Sport N'Djamena |  |  |
|    | C | Roméo Otodjibaye               | 16 agosto 1995    | 4  | 0 | Indeni                |  |  |
| 15 | C | Aboubakar Abderahim            | 27 ottobre 1997   | 2  | 0 | Tourbillon            |  |  |
| 13 | C | Joël Djingar                   |                   | 0  | 0 | Foullah Edifice       |  |  |
|    |   |                                |                   |    |   |                       |  |  |
| 11 | A | Ezechiel N'Douassel (Capitano) | 22 aprile 1988    | 38 | 9 | Bhayangkara           |  |  |
| 10 | A | Casimir Ninga                  | 17 maggio 1993    | 17 | 1 | Sivasspor             |  |  |
| 2  | A | Yaya Kerim                     | 10 agosto 1991    | 8  | 0 | Foullah Edifice       |  |  |
| 7  | A | Marius Mouandilmadji           | 22 gennaio 1997   | 6  | 0 | Samsunspor            |  |  |
| 9  | A | Brahim Mahamat                 | 13 novembre 1995  | 2  | 0 | Tours                 |  |  |

## Palmarès
- Coppa CEMAC:

Campione (1): Guinea Equatoriale 2014
Secondo posto (1): Gabon 2005
- Coppa UDEAC:

Secondo posto (2): Guinea Equatoriale 1986, Ciad 1987

## Partecipazioni ai tornei internazionali

### Campionato del mondo
- Dal 1930 al 1998 - Non partecipante
- Dal 2002 al 2026 - Non qualificata

### Coppa d'Africa
- Dal 1957 al 1990 - Non partecipante
- 1992 - Non qualificata
- 1994 - Ritirata durante le qualificazioni
- Dal 1996 al 1998 - Non partecipante
- 2000 - Non qualificata
- 2002 - Non partecipante
- Dal 2004 al 2017 - Non qualificata
- Dal 2019 al 2021 - Squalificata